# Fljótsdalshreppur
Fljótsdalshreppur est une municipalité du nord-est de l'Islande.

## Démographie
| Date | Population |
| ---- | ---------- |
| 1998 | 100        |
| 1999 | 96         |
| 2000 | 90         |
| 2001 | 86         |
| 2002 | 82         |
| 2003 | 84         |
| 2004 | 100        |
| 2005 | 260        |
| 2006 | 376        |
| 2007 | 526        |
| 2008 | 394        |
| 2009 | 135        |
| 2010 | 89         |
| 2011 | 80         |
| 2022 | 103        |